# 2014年7月臺灣
| << | 2014年7月 （民國103年） | >> |    |    |    |    |
| \| 日 \| 一 \| 二 \| 三 \| 四 \| 五 \| 六 \| \| \| \| 1 \| 2 \| 3 \| 4 \| 5 \| \| 6 \| 7 \| 8 \| 9 \| 10 \| 11 \| 12 \| \| 13 \| 14 \| 15 \| 16 \| 17 \| 18 \| 19 \| \| 20 \| 21 \| 22 \| 23 \| 24 \| 25 \| 26 \| \| 27 \| 28 \| 29 \| 30 \| 31 \| \| \| \| \| \| \| \| \| \| \| |                         |    |    |    |    |    |
| 臺灣新聞動態／維基新聞 |                         |    |    |    |    |    |
| 世界／中国大陆／臺灣 |                         |    |    |    |    |    |
| 日 | 一                      | 二 | 三 | 四 | 五 | 六 |
| |                         | 1  | 2  | 3  | 4  | 5  |
| 6 | 7                       | 8  | 9  | 10 | 11 | 12 |
| 13 | 14                      | 15 | 16 | 17 | 18 | 19 |
| 20 | 21                      | 22 | 23 | 24 | 25 | 26 |
| 27 | 28                      | 29 | 30 | 31 |    |    |
| |                         |    |    |    |    |    |

## 7月1日
- 島國前進、臺灣農村陣線、臺灣勞工陣線等多個臺灣民間團體共約30人前往香港參與本年度的七一大遊行。蘋果日報（页面存档备份，存于）

## 7月2日
- 京城集團於墾丁國家公園境內的飯店開發案被質疑將嚴重影響陸蟹生態，並因此在本日舉行的環境影響差異分析報告審查中遭退回初審會議。公視新聞（页面存档备份，存于）

## 7月3日
- 臺北高等行政法院本日判決撤銷臺北市政府於2012年通過的北投纜車環境影響評估案。公視新聞（页面存档备份，存于） 新頭殼（页面存档备份，存于）
- 針對323佔領行政院事件中驅離手段違反比例原則一事，監察院函覆陳情人，表示因相關機關不提供卷證及本屆監察委員任期即將屆滿等原因，故暫停此案之調查。新頭殼（页面存档备份，存于）

## 7月4日
- 立法院原訂本日針對監察院人事案投票，中國國民黨以黨紀要求黨籍立法委員投票同意，但民主進步黨黨團以「排隊」的方式杯葛此次投票，在朝野協商破裂後，立法院院長王金平宣佈此次臨時會結束、本案另擇期處理。新頭殼（页面存档备份，存于） 自由時報（页面存档备份，存于） 蘋果日報（页面存档备份，存于）

## 7月7日
- 超過百名美國臺灣政府之成員及支持者於本日下午佔領臺灣省政府大樓部分區域，升起美國國旗及其組織旗幟，並於大樓外牆及省主席辦公室內懸掛書有「臺灣政府」之橫幅；最終，警方於同日晚間完成驅離。自由時報（页面存档备份，存于） 聯合報 蘋果日報（页面存档备份，存于）

## 7月9日
- 中國國民黨中常會正式通過由國民黨副主席、台北市長郝龍斌等人提案的「建請黨中央撤銷基隆市長參選人黃景泰的提名」，下午5點左右結束會議，確定通過撤銷黃的提名。新頭殼（页面存档备份，存于）

## 7月14日
- 屏教大副教授陳震遠於投稿國際期刊時，涉嫌利用偽造的人頭帳號進行同儕審查，導致被撤銷與陳震遠相關的60篇文章，而涉及其雙胞胎弟弟、海科大教授陳震武，以及曾擔任陳震武指導教授的教育部部長蔣偉寧。蔣偉寧今天召開記者會，宣布請辭教育部長一職。中央社（页面存档备份，存于）
- 國立臺灣大學社會系助理教授李明璁因於2008年中國海協會會長陳雲林來臺訪問時，與同事及學生至行政院靜坐，遭以違反〈集會遊行法〉起訴，今獲臺北地方法院一審判決無罪。自由時報（页面存档备份，存于）

## 7月23日
- 從高雄市高雄國際機場飛往澎湖縣馬公機場的復興航空222號班機因為惡劣天氣重飛後緊急迫降失敗，造成47人死亡和15人受傷。中央社

## 7月24日
- 勞動部長潘世偉因涉及緋聞故在上午請辭並於晚間獲准；但其事後表示是因「擋人財路」而遭逼退。新頭殼（页面存档备份，存于） 蘋果日報（页面存档备份，存于） 新頭殼（页面存档备份，存于）

## 7月25日
- 涉及合宜住宅弊案的遠雄企業團創辦人趙藤雄晚間獲臺灣臺北地方法院裁定以新臺幣3000萬元交保。新頭殼（页面存档备份，存于）

## 7月27日
- 臺中市快捷巴士藍線本日開始營運，為臺灣在嘉義公車捷運後的第二條公車捷運路線。蘋果日報（页面存档备份，存于） 公共電視（页面存档备份，存于）

## 7月30日
- 中國國民黨中常會今日通過徵召國家安全會議諮詢委員謝立功參加年底基隆市市長選舉。新頭殼（页面存档备份，存于）
- 因今年324行政院流血鎮壓事件中，有23名遭警方暴力打傷的學生及民眾以集體自訴的方式，提告行政院長江宜樺、警政署長王卓鈞、北市警局長黃昇勇及中正一分局長方仰寧等人涉犯殺人未遂、強制及傷害罪。台北地院首度傳喚江宜樺、王卓鈞、黃昇勇及方仰寧到庭。新頭殼（页面存档备份，存于）

## 7月31日
- 晚間近21點，高雄市前鎮區發生瓦斯外洩事件，並於翌日凌晨發生數起爆炸，造成至少20死亡，270人受傷。自由電子報（页面存档备份，存于）蘋果日報（页面存档备份，存于）中央社（页面存档备份，存于）